# Institutos Indios de Tecnología
Los Institutos Indios de Tecnología (IITs) (en inglés, Indian Institutes of Technology) son institutos públicos autónomos de educación avanzada, ubicados en India. Están gobernados por el Institutes of Technology Act, 1961, que los declaró "instituciones de importancia nacional". El Acta lista dieciséis institutos, cada uno autónomo, enlazados unos a otros a través de un Consejo en común, el cual supervisa su administración.

## Institutos
| N.º | Nombre             | Imagen | Siglas    | Fundación              | Ciudad      | Estado           | Sitio web          |
| --- | ------------------ | ------ | --------- | ---------------------- | ----------- | ---------------- | ------------------ |
| 1   | IIT Bhubaneswar    |        | IITBBS    | 2008                   | Bhubaneswar | Odisha           | www.iitbbs.ac.in   |
| 2   | IIT Bombay         |        | IITB      | 1958                   | Bombay      | Maharashtra      | www.iitb.ac.in     |
| 3   | IIT Delhi          |        | IITD      | 1963‡(fundado en 1961) | Nueva Delhi | Delhi            | www.iitd.ac.in     |
| 4   | IIT Gandhinagar    |        | IITGN     | 2008                   | Gandhinagar | Guyarat          | www.iitgn.ac.in    |
| 5   | IIT Guwahati       |        | IITG      | 1994                   | Guwahati    | Assam            | www.iitg.ac.in     |
| 6   | IIT Hyderabad      |        | IITH      | 2008                   | Hyderabad   | Telangana        | www.iith.ac.in     |
| 7   | IIT Indore         |        | IITI      | 2009                   | Indore      | Madhya Pradesh   | www.iiti.ac.in     |
| 8   | IIT Jodhpur        |        | IITJ      | 2008                   | Jodhpur     | Rajastán         | www.iitj.ac.in     |
| 9   | IIT Kanpur         |        | IITK      | 1959                   | Kanpur      | Uttar Pradesh    | www.iitk.ac.in     |
| 10  | IIT Kharagpur      |        | IITKGP    | 1951                   | Kharagpur   | West Bengal      | www.iitkgp.ac.in   |
| 11  | IIT Madras         |        | IITM      | 1959                   | Madrás      | Tamil Nadu       | www.iitm.ac.in     |
| 12  | IIT Mandi          |        | IIT Mandi | 2009                   | Mandi       | Himachal Pradesh | www.iitmandi.ac.in |
| 13  | IIT Patna          |        | IITP      | 2008                   | Patna       | Bihar            | www.iitp.ac.in     |
| 14  | IIT Roorkee        |        | IITR      | 2001‡(fundado en 1847) | Roorkee     | Uttarakhand      | www.iitr.ac.in     |
| 15  | IIT Ropar          |        | IITRPR    | 2008                   | Rupnagar    | Punjab           | www.iitrpr.ac.in   |
| 16  | IIT (BHU) Varanasi |        | IIT(BHU)  | 2012‡(fundado en 1919) | Benarés     | Uttar Pradesh    | www.iitbhu.ac.in   |

‡ – año convertido en IIT

## Estructura organizativa

Estructura organizativa de los IIT

El Presidente de la India es la persona más poderosa en la estructura organizativa de los Institutos Indios de Tecnología, siendo el Visitante de oficio, y tener poderes residuales. Directamente bajo el presidente se encuentra el Consejo del IIT, que comprende al ministro a cargo de la educación técnica en el Gobierno de la Unión, los presidentes de todos los IIT, los directores de todos los IIT, el presidente de la Comisión de Becas Universitarias, el director general de CSIR, el presidente de IISc, el director de IISc, tres miembros del Parlamento, el secretario del Consejo Conjunto del Ministerio de Educación y tres personas designadas cada uno del Gobierno de la Unión, el AICTE, y el Visitante.
Bajo el Consejo del IIT se encuentra la "Junta de Gobernadores" de cada IIT. Bajo la Junta de Gobernadores está el "Director", que es el principal funcionario académico y ejecutivo del IIT. Debajo del Director, en la estructura organizacional, viene el Director Adjunto. Bajo el director y el director Adjunto, vienen los Decanos, Jefes de Departamento, Registrador, Presidente del Consejo de Estudiantes, y Presidente del Comité de Dirección del Salón. El Registrador es el director administrativo del IIT y supervisa las operaciones diarias. Below the Heads of Department (HOD) are the faculty members (Professors, Associate Professors, and Assistant Professors). The Wardens come under the Chairman of the Hall Management Committee.

### La Ley de Institutos de Tecnología
Posteriormente se tomó como base la ley de Institutos Tecnológicos para los siguientes años hasta la fecha. La Ley aceptó principalmente algunos IIT como Institutos de Importancia Nacional y los convirtió de 'Sociedades' al estado de Universidad.

## Historia

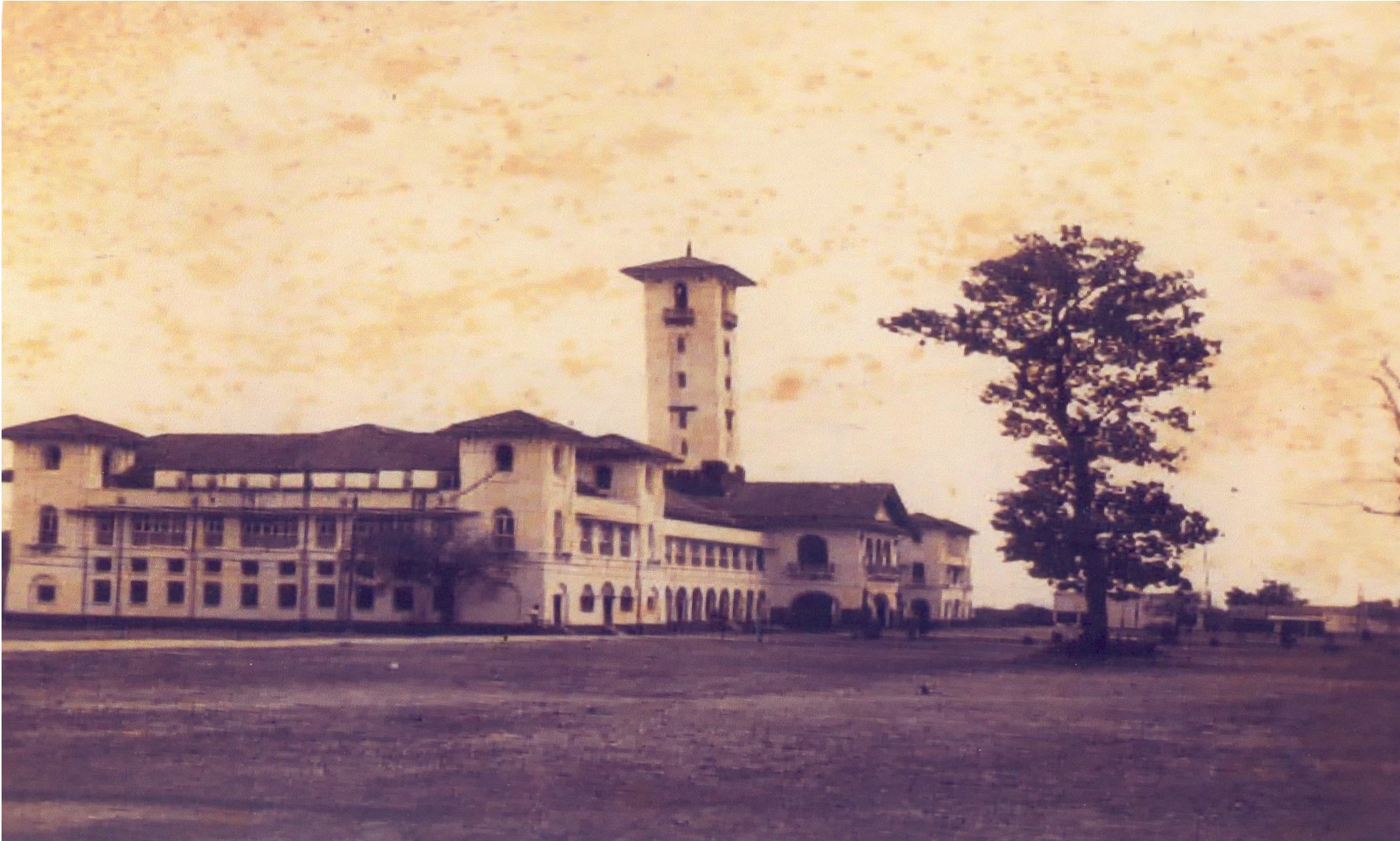
Oficina del Campo de Detención Hijli sirvió como primer edificio académico del IIT Kharagpur.

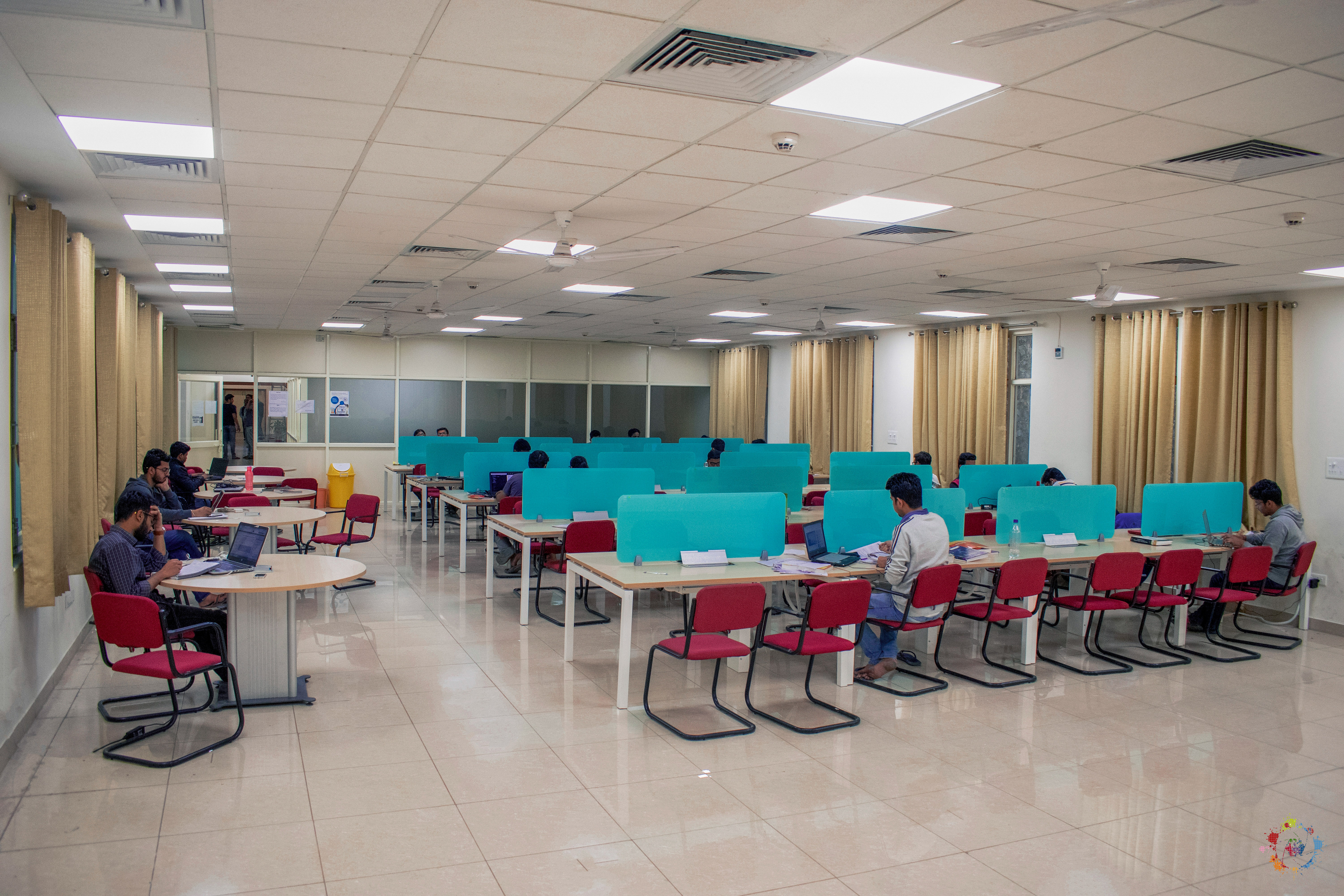
Biblioteca del IIT BHU.

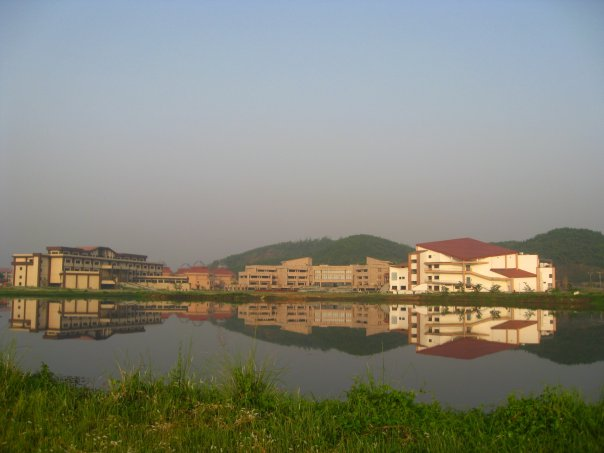
IIT Guwahati, creado en 1994.

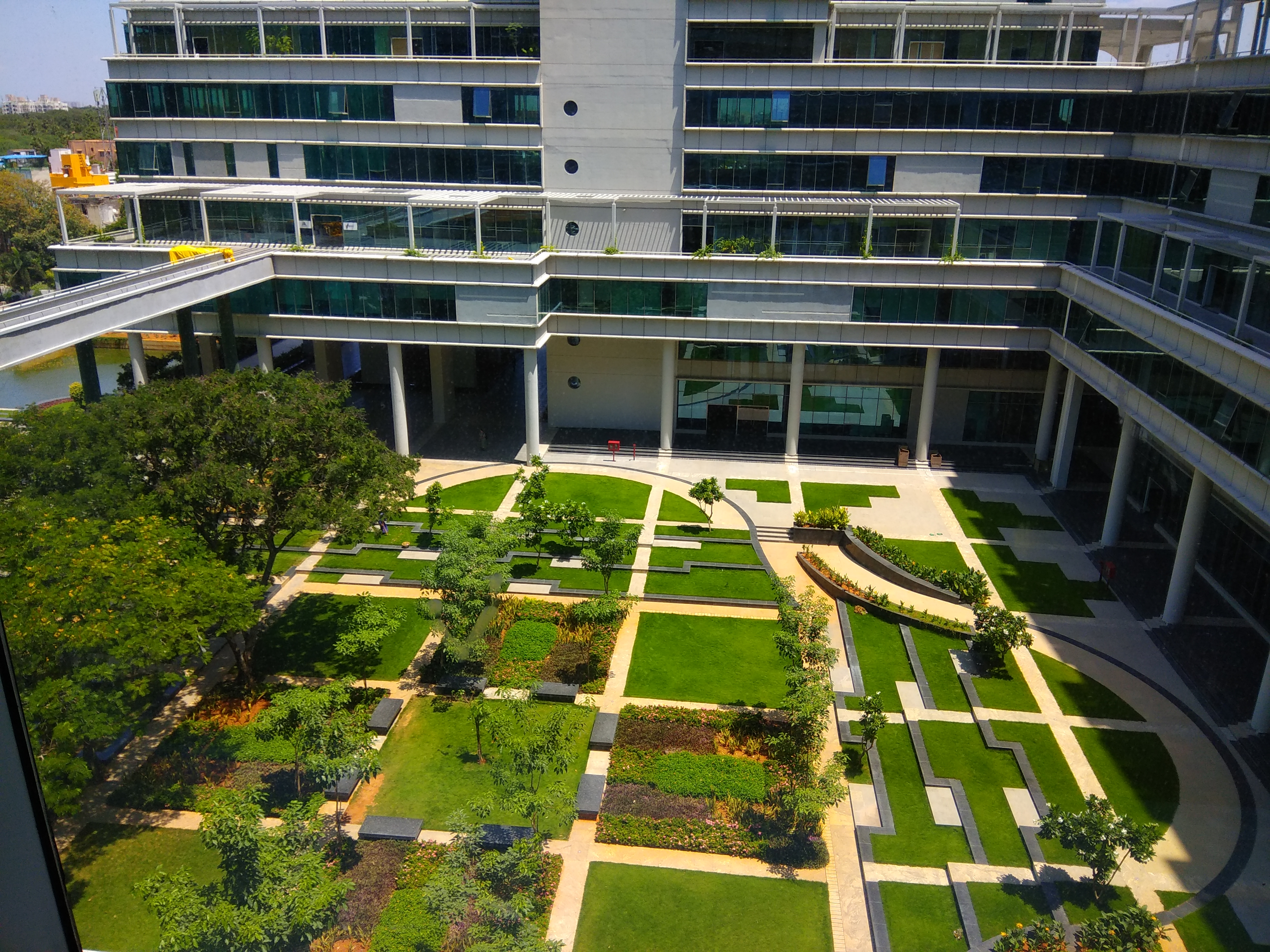
Parque de Investigación del IIT Madrás en Chennai.

Un comité de 22 miembros, encabezado por Nalini Ranjan Sarkar, recomendó la creación de estas instituciones en varias partes de la India, siguiendo el modelo del Instituto Tecnológico de Massachusetts (MIT), con instituciones secundarias afiliadas
El primer Instituto Indio de Tecnología se fundó en mayo de 1950 en el emplazamiento del campo de detención de Hijli, en Kharagpur, Bengala Occidental. El nombre "Instituto Indio de Tecnología" se adoptó antes de la inauguración formal del instituto, el 18 de agosto de 1951, por Maulana Abul Kalam Azad.
El 15 de septiembre de 1956, el Parlamento de la India aprobó la Ley del Instituto Indio de Tecnología (Kharagpur), declarándolo Instituto de Importancia Nacional. Jawaharlal Nehru, primer primer ministro de la India, en el primer discurso de convocatoria del IIT Kharagpur en 1956, dijo:
```
   Aquí, en el lugar de aquel campo de detención Hijli, se alza el bello monumento de la India, que representa los impulsos de la India, el futuro de la India en ciernes. Esta imagen me parece simbólica de los cambios que se avecinan en la India.
```

Siguiendo las recomendaciones del Comité Sarkar, se crearon cuatro campus en Bombay (1958), Madrás (1959), Kanpur (1959) y Delhi (1961). La ubicación de estos campus se eligió dispersa por toda la India para evitar desequilibrios regionales. La Ley de Institutos Indios de Tecnología se modificó para reflejar la incorporación de nuevos IIT.
En la décima reunión del Consejo del IIT, celebrada en 1972, también se propuso convertir el entonces IT-BHU en un IIT y el Consejo del IIT nombró un comité para tal fin, pero por motivos políticos no se pudo llevar a cabo la conversión deseada. El IT-BHU había estado admitiendo estudiantes a través del Examen Conjunto de Acceso al Instituto de Tecnología de la India (IIT-JEE) para los cursos de licenciatura y de la Prueba de Aptitud para Graduados en Ingeniería (GATE) para los cursos de posgrado desde 1972. Finalmente, en 2012, el Instituto de Tecnología de la Universidad Hindú de Banaras pasó a formar parte de los IIT y fue rebautizado como IIT (BHU) Varanasi.
Las agitaciones estudiantiles en el estado de Assam hicieron que el primer ministro Rajiv Gandhi prometiera la creación de un nuevo IIT en Assam. Esto llevó a la creación de una sexta institución en Guwahati en virtud del Acuerdo de Assam en 1994.
En 2001, la Universidad de Roorkee se convirtió en el IIT Roorkee. En los últimos años se han producido varios avances hacia la creación de nuevos IIT. El 1 de octubre de 2003, el primer ministro Atal Bihari Vajpayee anunció planes para crear más IIT "mediante la mejora de las instituciones académicas existentes que tengan la promesa y el potencial necesarios". Los acontecimientos posteriores llevaron a la formación del Comité S K Joshi, en noviembre de 2003, para orientar la selección de las cinco instituciones que se convertirían en IIT. Basándose en las recomendaciones iniciales del Comité Sarkar, se decidió que los nuevos IIT debían repartirse por todo el país. Cuando el gobierno expresó su voluntad de corregir este desequilibrio regional, 16 estados solicitaron IIT. Dado que el Comité S K Joshi prescribió directrices estrictas para las instituciones que aspiraban a convertirse en IIT, sólo se seleccionaron siete universidades para su consideración final. También se informó de planes para abrir IIT fuera de India, aunque no se ha avanzado mucho en este sentido. Finalmente, en el undécimo plan quinquenal, se identificaron ocho estados para el establecimiento de nuevos IIT.
De 2008 a 2009, se crearon ocho nuevos IIT en Gandhinagar, Jodhpur, Hyderabad, Indore, Patna, Bhubaneswar, Ropar y Mandi.
En 2015-2016, se fundaron seis nuevos IIT en Tirupati, Palakkad, Dharwad, Bhilai, Goa y Jammu, aprobados mediante una enmienda al proyecto de ley de 2016, junto con la conversión de la Indian School of Mines Dhanbad en IIT (Indian School of Mines), Dhanbad.
La asignación total del Gobierno central para el presupuesto de 2017-18 para todos los Institutos Indios de Tecnología (IIT) fue de algo más de ₹70 mil millones (880 millones de dólares). Sin embargo, el dinero agregado gastado por los estudiantes indios en educación terciaria en Estados Unidos fue unas seis veces superior a lo que el Gobierno central gasta en todos los IIT.

## Alumnos notables
- Datuk Lim Siow Jin (BKM Premio del Sultán de Kedah, Malasia)
- N. R. Narayana Murthy (Cofundador y expresidente de Infosys),
- Rajendra S. Pawar (Cofundador y presidente de NIIT),
- Vinod Khosla (Cofundador, Sun Microsystems),
- Ajit Gupta[25] (Fundador, presidente y director general de Aryaka),
- Anurag Dikshit (Cofundador de PartyGaming)
- Suhas S. Patil (Fundador y Presidente Emérito Cirrus Logic Inc.
- Gunjan Sinha, (cofundador de eGain y MetricStream)
- Sachin Bansal y Binny Bansal, (Fundadores de Flipkart, una de las empresas de comercio electrónico más grandes en India)
- Sumant Sinha, empresario
- Deepinder Goyal y Pankaj Chaddah (fundadores de Zomato, sitio web de descubrimiento de restaurante en línea)
- Bhavish Aggarwal (director general) y Ankit Bhati, (fundador de OlaCabs)
- Rishi Sidhu, (cofundador de Jeevomics, compañía de análisis de datos biológicos)

- Rajat Gupta (Director, McKinsey),
- Nikesh Arora[26] (vicepresidente de SoftBank Corp. y CEO de SoftBank Internet and Media, Inc. (SIMI)),
- Sundar Pichai (vicepresidente sénior en Google, donde supervisa Android, Chrome OS, Google Chrome y Google Apps)
- Vic Gundotra (Vicepresidente Sénior en Google)
- Arun Sarin (Exdirector, Vodafone),
- Victor Menezes (Citigroup),
- Kanwal Rekhi (CTO, Novell),
- Padmasree Guerrero (CTO, Cisco Sistemas).
- Ashishkumar Chauhan (MD y director general, Bolsa de Valores de Bombay)
- Chandra Kintala (Vicepresidente, Laboratorios Bell)